# Bilogora
Bilogora (ikavski oblik za „b(ij)elu goru”; Bilogorje) je nisko prostrano gorje u severozapadnoj Hrvatskoj (nekada Gornja Slavonija) koje se pruža duž jugozapadnog ruba Podravine od severozapada na jugoistok, u dužini od oko 80 km, s najvišim šumovitim vrhom po imenu Rajčevica (309 m).

Najznačajnije mesto Bilogore jeste grad Bjelovar, koji je centar Bjelovarsko-bilogorske županije.

## Literatura
- Prirodni zemljopis Hrvatske, Knjiga prva: Lice naše Domovine, Antun Scholz, Zagreb, 1905.

## Spoljašnje veze
- Hrvatsko planinarsko društvo "Bilogora"